# Eleição municipal de Camaçari em 2000
A eleição municipal de Camaçari em 2000 foi realizada em um único turno em 1.º de outubro de 2000 para escolher 1 prefeito, 1 vice-prefeito e 16 vereadores, que seriam responsáveis pela administração da cidade baiana em um mandato de quatros anos a partir de 1.º de janeiro de 2001.
O então prefeito da cidade era o paulista José Eudoro Reis Tude, mais conhecido como Tude, do Partido da Frente Liberal, eleito prefeito em 1996 pelo Partido Trabalhista Brasileiro, e pela legislação eleitoral recém vigente no país, poderia disputar uma reeleição consecutiva. Tude já havia sido eleito prefeito anteriormente em 1988 e a sua vitória nas urnas em 1.º de outubro de 2000 lhe garantiu um terceiro mandato a frente do executivo municipal de Camaçari.

## Candidatos
| Nº | Prefeito  | Prefeito                                    | Prefeito | Prefeito                                                                                  | Vice-prefeito | Vice-prefeito | Vice-prefeito                          | Vice-prefeito | Vice-prefeito                                                                       | Coligação Partido(s)                                      | Ref.              |
| Nº | Candidato | Candidato                                   | Partido  | Cargos relevantes                                                                         | Candidato     | Candidato     | Candidato                              | Partido       | Cargos relevantes                                                                   | Coligação Partido(s)                                      | Ref.              |
| -- | --------- | ------------------------------------------- | -------- | ----------------------------------------------------------------------------------------- | ------------- | ------------- | -------------------------------------- | ------------- | ----------------------------------------------------------------------------------- | --------------------------------------------------------- | ----------------- |
| 13 |           | Jaques Wagner                               | PT       | - Deputado Federal pela Bahia (1991-2000).                                                |               |               | Desconhecido                           | PDT           |                                                                                     | Camaçarí Vai Ter Muito Mais (PT, PDT, PSDB, PCdoB, PRONA) | [ 1 ]             |
| 25 |           | José Tude José Eudoro Reis Tude             | PFL      | - Prefeito de Camaçari (1989-1992) (1997-200); - Deputado Federal pela Bahia (1995-1996). |               |               | Hélder Almeida Hélder Almeida de Souza | PPB           | - Vice-prefeito de Camaçari (1997-1998); - Deputado Estadual pela Bahia (1999-2000) | PFL, PPB, PTB, PRTB, PL, PSD, PTdoB, PRP, PGT, PSDC       | [ 2 ] [ 3 ] [ 4 ] |
| 40 |           | Odilon Garcez Odilon Garcez Montenegro Neto | PSB      |                                                                                           |               |               | Desconhecido                           | PPS           |                                                                                     | PSB, PPS, PMN, PMDB, PHS, PTN, PRN                        |                   |

## Resultado
| Candidato (a)          | Vice                   | 1.º turno 1.º de outubro de 2000 | 1.º turno 1.º de outubro de 2000 |
| Candidato (a)          | Vice                   | Votação                          | Votação                          |
| Candidato (a)          | Vice                   | Total                            | %                                |
| ---------------------- | ---------------------- | -------------------------------- | -------------------------------- |
| José Tude (PFL)        | Hélder Almeida (PPB)   | 58.835                           | 69,02%                           |
| Jaques Wagner (PT)     |                        | 25.672                           | 30,11%                           |
| Odilon Garcez (PSB)    |                        | 741                              | 0,87%                            |
| Total de votos válidos | Total de votos válidos | 85.248                           | 73,79%                           |
| → Votos em branco      | → Votos em branco      | 2.369                            | 2,78%                            |
| → Votos nulos          | → Votos nulos          | 7.699                            | 9,03%                            |
| Total                  | Total                  | 95.316                           | 82,51%                           |
| Abstenções             | Abstenções             | 20.206                           | 17,49%                           |
| Total de inscritos     | Total de inscritos     | 115.522                          | 100%                             |

## Câmara de Vereadores
Para o quadriênio 2001-2004, foram eleitos 16 vereadores.
| Vereadores eleitos em Camaçari - 2000 | Vereadores eleitos em Camaçari - 2000 | Vereadores eleitos em Camaçari - 2000 | Vereadores eleitos em Camaçari - 2000 | Vereadores eleitos em Camaçari - 2000 | Vereadores eleitos em Camaçari - 2000 |
| Candidato (a)                         | Número                                | Partido                               | Coligação                             | Votação                               | Votação                               |
| Candidato (a)                         | Número                                | Partido                               | Coligação                             | Votos                                 | %                                     |
| ------------------------------------- | ------------------------------------- | ------------------------------------- | ------------------------------------- | ------------------------------------- | ------------------------------------- |
| Dr.Vital                              | 22222                                 | PL                                    | PL, PTdoB                             | 4.321                                 | 5,07%                                 |
| Ferreira Ottomar                      | 44444                                 | PRP                                   | PSDC, PRP, PGT                        | 3.453                                 | 4,05%                                 |
| Waldy Freitas                         | 25666                                 | PFL                                   | Partido Isolado                       | 2.890                                 | 3,39%                                 |
| Maria Del Carmen                      | 11123                                 | PPB                                   | PPB, PRTB                             | 2.840                                 | 3,33%                                 |
| Blumetti                              | 22022                                 | PL                                    | PL, PTdoB                             | 2.820                                 | 3,31%                                 |
| Gil                                   | 22677                                 | PL                                    | PL, PTdoB                             | 2.235                                 | 2,62%                                 |
| João da Galinha                       | 11111                                 | PPB                                   | PPB, PRTB                             | 1.823                                 | 2,14%                                 |
| Ninho                                 | 14633                                 | PTB                                   | PTB, PSD                              | 1.787                                 | 2,10%                                 |
| Carmem                                | 11222                                 | PPB                                   | PPB, PRTB                             | 1.612                                 | 1,89%                                 |
| José Cupertino                        | 14611                                 | PTB                                   | PTB, PSD                              | 1.606                                 | 1,88%                                 |
| Rui Magno                             | 14624                                 | PTB                                   | PTB, PSD                              | 1.431                                 | 1,68%                                 |
| Carlos Marques                        | 22111                                 | PL                                    | PL, PTdoB                             | 1.396                                 | 1,64%                                 |
| Matos                                 | 25678                                 | PFL                                   | Partido Isolado                       | 1.382                                 | 1,62%                                 |
| Dilson Magalhães                      | 44666                                 | PRP                                   | PSDC, PRP, PGT                        | 1.248                                 | 1,46%                                 |
| Luiz Caetano                          | 13456                                 | PT                                    | PT, PDT, PSDB, PCdoB, PRONA           | 1.197                                 | 1,40%                                 |
| Votos válidos                         | Votos válidos                         | Votos válidos                         | Eleitos                               | 32.041                                | 37,59%                                |
| Votos válidos                         | Votos válidos                         | Votos válidos                         | Não Eleitos                           | 53.207                                | 62,41%                                |
| Votos válidos                         | Votos válidos                         | Votos válidos                         | Total                                 | 85.248                                | 73,79%                                |
| Votos Apurados                        |                                       |                                       |                                       |                                       |                                       |
| Votos válidos                         | Votos válidos                         | Votos válidos                         | Votos válidos                         | 85.248                                | 73,79%                                |
| Votos em branco                       | Votos em branco                       | Votos em branco                       | Votos em branco                       | 2.369                                 | 2,78%                                 |
| Votos nulos                           | Votos nulos                           | Votos nulos                           | Votos nulos                           | 7.699                                 | 9,03%                                 |
| Total de votos apurados               | Total de votos apurados               | Total de votos apurados               | Total de votos apurados               | 95.316                                | 82,51%                                |
| Eleitores                             |                                       |                                       |                                       |                                       |                                       |
| Comparecimento                        | Comparecimento                        | Comparecimento                        | Comparecimento                        | 95.316                                | 82,51%                                |
| Abstenções                            | Abstenções                            | Abstenções                            | Abstenções                            | 20.206                                | 17,49%                                |
| Total de eleitores                    | Total de eleitores                    | Total de eleitores                    | Total de eleitores                    | 115.522                               | 100%                                  |